# Championnat de Santa Catarina de football 2015
Navigation
Édition précédente Édition suivante
Le championnat de Santa Catarina de football de 2015 est la 90e édition du championnat de Santa Catarina de football.
Le champion et le finaliste disputeront la Coupe du Brésil de football 2016.
En 2015, pour la première fois dans l'histoire du football de l'État de Santa Catarina, 4 équipes de l'État participent à la première division du championnat du Brésil de football : Figueirense FC, Chapecoense, Joinville EC et Avaí FC,.

## Règles
En 2014, les règles changent par rapport à 2013.
Les participants se rencontrent au cours d'un championnat en tour unique (matchs aller). Les quatre premiers se qualifient pour le tournoi à quatre final (matchs aller-retour) tandis que les six derniers disputent le tournoi à six pour la relégation. Les deux vainqueurs du tournoi à quatre se rencontrent en matchs aller et retour pour la finale.

## Clubs participants
Les dix équipes participantes sont les suivantes. :
- Criciúma EC (Criciúma)
- Chapecoense (Chapecó)
- Figueirense FC (Florianópolis)
- Avaí FC (Florianópolis)
- CA Metropolitano (Blumenau)
- Joinville EC (Joinville)
- CA Hermann Aichinger (Ibirama)
- Marcílio Dias (Itajaí)
- EC Internacional de Lages (Lages) *
- Guarani Palhoça (Palhoça)  **

* vainqueur du championnat de série B en 2014.

** second du championnat de série B en 2014.

## Résultats

### Finale
Figueirense FC et Joinville EC terminent aux deux premières places du tournoi final et se rencontrent pour l'attribution du titre. 
| Champion       | Finaliste    | Aller | Retour | Cumulé |
| -------------- | ------------ | ----- | ------ | ------ |
| Figueirense FC | Joinville EC | 0x0   | 0x0    | 0x0    |

Le Joinville EC possédait l'avantage de pouvoir être sacré champion en cas d'égalité à l'issue des deux matchs de la finale. Néanmoins, le Figueirense FC est déclaré champion sur décision du Superior Tribunal de Justiça Desportiva (Tribunal supérieur de justice sportive) le 15 juillet, du fait de la participation irrégulière du joueur de Joinville André Diego Krobel lors du match de la phase finale contre Metropolitano.